# علجوم مزركش
علجوم مزركش (الاسم العلمي Atelopus) هو جنس كبير (العدد) من العلاجيم الحقيقية، والمعروفة باسم علاجيم كعبية القدم، أعطانها أمريكا الوسطى والجنوبية، تمتد من شمال كوستاريكا وإلى أقصى الجنوب حتى بوليفيا. أنواع علجوم المزركش صغيرة الحجم، ذات ألوان زاهية بشكل عام، ونهارية (عكس الليلية). وأصبح العديد من الأنواع الآن معرضة لخطر الانقراض، في حين أن الأنواع الأخرى انقرضت بالفعل. وهي مهددة بفقدان الموائلها، بسبب التلوث.